# NGC 3989
NGC 3989 este o emission-line galaxy⁠(d) situată în constelația Leul. A fost descoperită în 27 aprilie 1854 de către William Parsons, 3rd Earl of Rosse⁠(d).